# Маркевич, Болеслав Михайлович
Болеслав Михайлович Маркевич (1822, Санкт-Петербург — 1884, Санкт-Петербург) — русский писатель, публицист, литературный критик. Действительный статский советник (1868).

## Биография
Родился в Петербурге, в семье, ведущей происхождение от польского шляхетского рода. Детство провёл в Киеве и в Волынской губернии, в 1836 году вместе с семьёй переехал в Одессу, и поступил там в гимназию при Ришельевском лицее. В 1838 году поступил на юридический факультет Ришельевского лицея. По окончании лицея в 1841 году (14-й выпуск) вернулся в Петербург, где служил в Министерстве государственных имуществ.
В это время общался с В. Г. Белинским, активно участвовал в кружке Белинского. Несмотря на растущее расхождение в политических взглядах, на протяжении долгих лет поддерживал дружеские отношения с графом А. К. Толстым и состоял с ним в постоянной переписке.
В период с 1848 по 1854 год работал в канцелярии московского генерал-губернатора, затем служил в петербургском Министерстве государственного контроля до 1860 года; с 15 апреля 1859 года — статский советник. В 1863 году стал чиновником особых поручений в Министерстве внутренних дел. В 1866 году стал камергером и был переведён в Министерство народного просвещения: с 16 июля 1867 года — чиновник особых поручений министерства, с 1873 года состоял в Совете министра народного просвещения. В 1875 году карьере его был положен неожиданный конец: его в 24 часа уволили от должности. Выяснилось, что он получил 5 тыс. руб. за то, что «содействовал» отобранию «Санкт-Петербургских ведомостей» от В. Ф. Корша и передаче их в другие руки. Увольнение его произвело большую сенсацию.
В конце 1840-х увлёкся сочинительством, начав как водевилист, затем сблизился с кругом М. Н. Каткова и с ним самим лично, в середине 60-х стал сотрудником «Московских ведомостей» и «Русского вестника», печатался как романист, театральный и литературный критик. Позже печатался в газетах «Русский мир», «Биржевые ведомости», «Санкт-Петербургские ведомости». В своих статьях и произведениях он высказывал консервативную точку зрения на актуальные вопросы, критиковал современную ему интеллигенцию за чрезмерное увлечение западными ценностями.

Если семинарство кинулось в радикализм социалистического оттенка в силу всего своего печального, грубого и приниженного быта, то в дворянской среде явление это следует искать в этой (passez moi le terme) либеральной мастурбации на всякие парламентарные и республиканские порядки Запада, которой предавались у нас в прошлое царствование немалое число культурных тунеядцев, что им нисколько не мешало злоупотреблять своим помещичьим правом, проигрывать крестьян своих в карты и предоставлять воспитание своих детей произволу матушки-судьбы.
— Письмо от 23 июля 1880 г. П. К. Щебальскому // Письма Б. М. Маркевича к графу А. К. Толстому, П. К. Щебальскому и другим. СПБ., 1888. — С. 154
 За свои взгляды постоянно подвергался критике со стороны либеральных писателей и журналистов, которых он называл «мошенники пера, прелюбодеи мысли и разбойники печати».
Умер 18 (30) ноября 1884 года. Похоронен в Петербурге на Никольском кладбище Александро-Невской лавры (фото могилы).